# Ratusz w Kopenhadze
Ratusz w Kopenhadze (duń. Københavns Rådhus)  – siedziba Rady Miasta Kopenhagi oraz burmistrza gminy Kopenhaga w Danii. Budynek znajduje się na Placu Ratuszowym  w centrum miasta.

## Architektura
Obecny budynek został oddany do użytku w 1905 roku. Został zaprojektowany przez architekta Martina Nyropa w stylu narodowego romantyzmu, czerpiąc inspirację z pałacu Palazzo Pubblico. 

Charakterystyczne elementy budowli to bogato zdobiona fasada z pozłacanym posągiem Absalona umieszczonym nad balkonem oraz wysoka, smukła wieża zegarowa. Ta ostatnia, osiągająca wysokość 105,6 metra, jest jednym z najwyższych budynków w niskiej zabudowie Kopenhagi. 
Oprócz zegara wieżowego w ratuszu znajduje się również zegar astronomiczny Jensa Olsena.

## Galeria

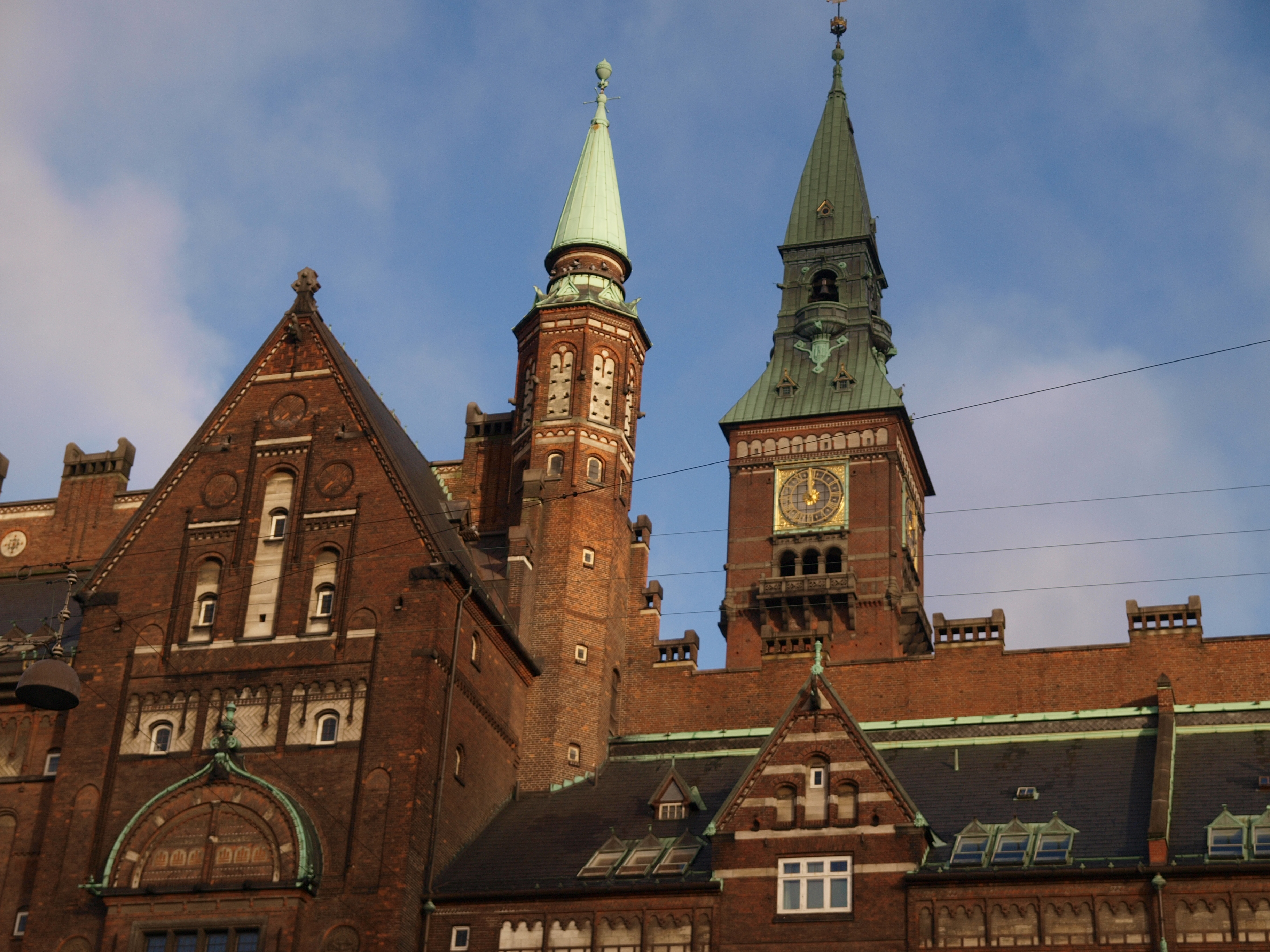
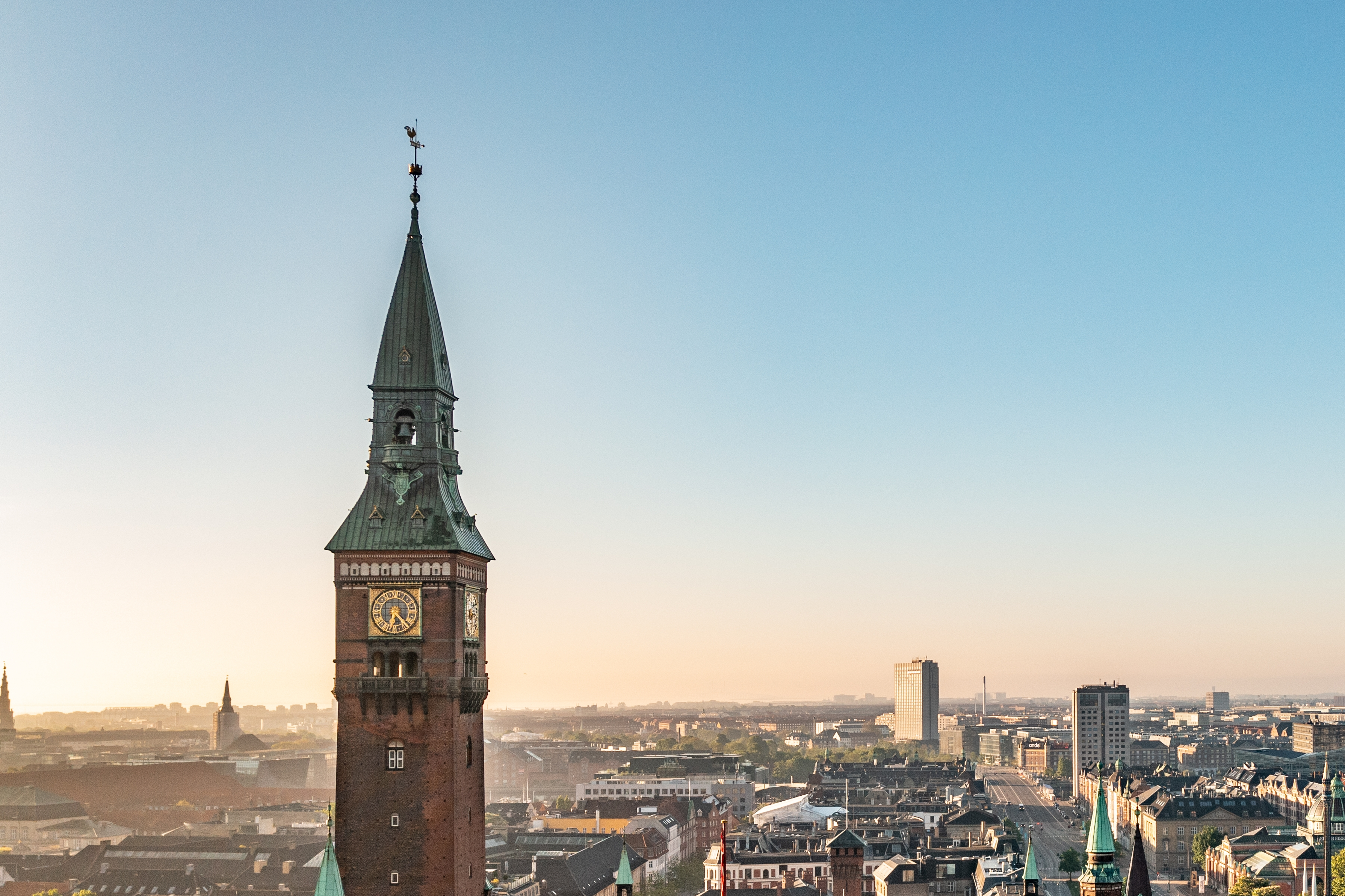
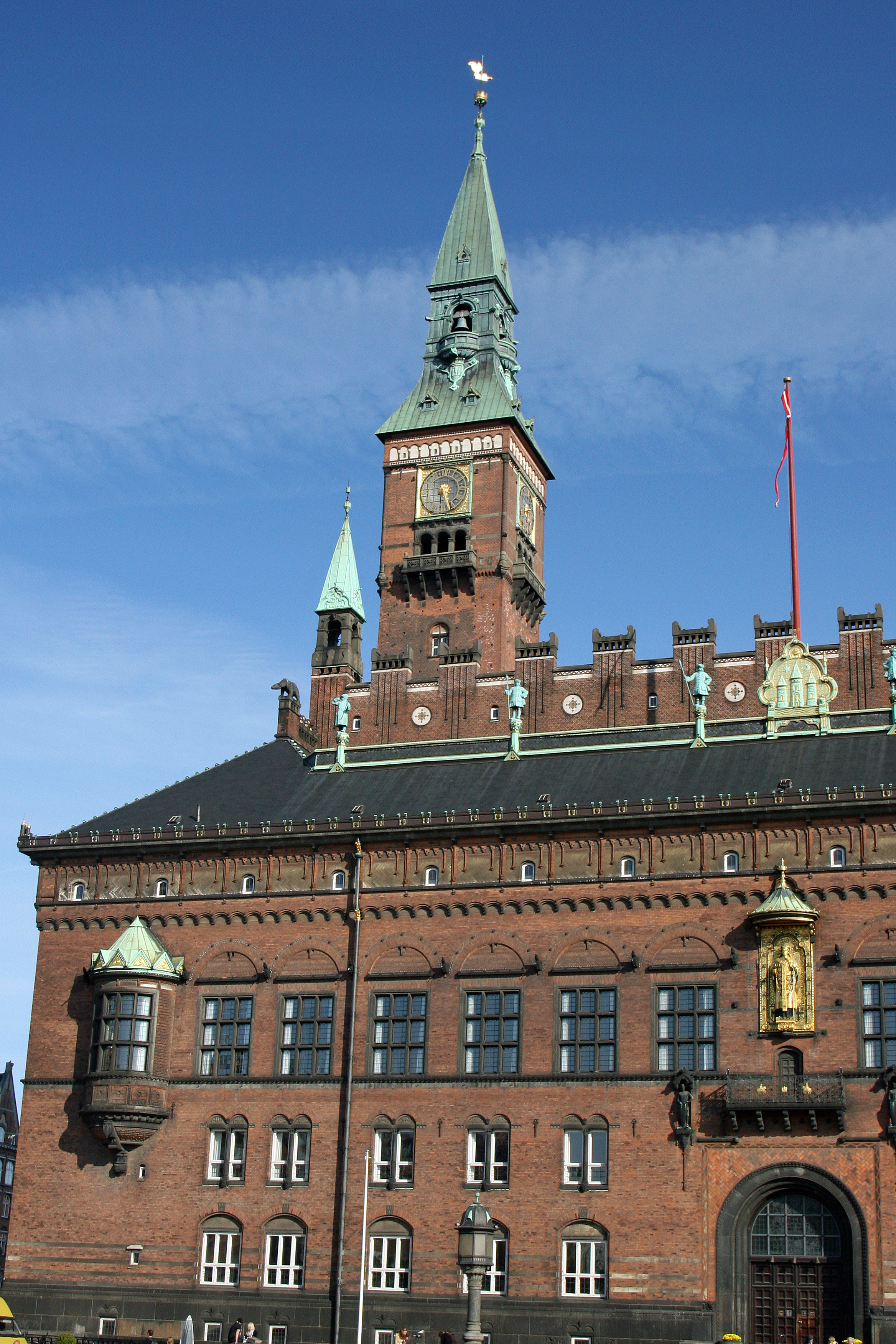
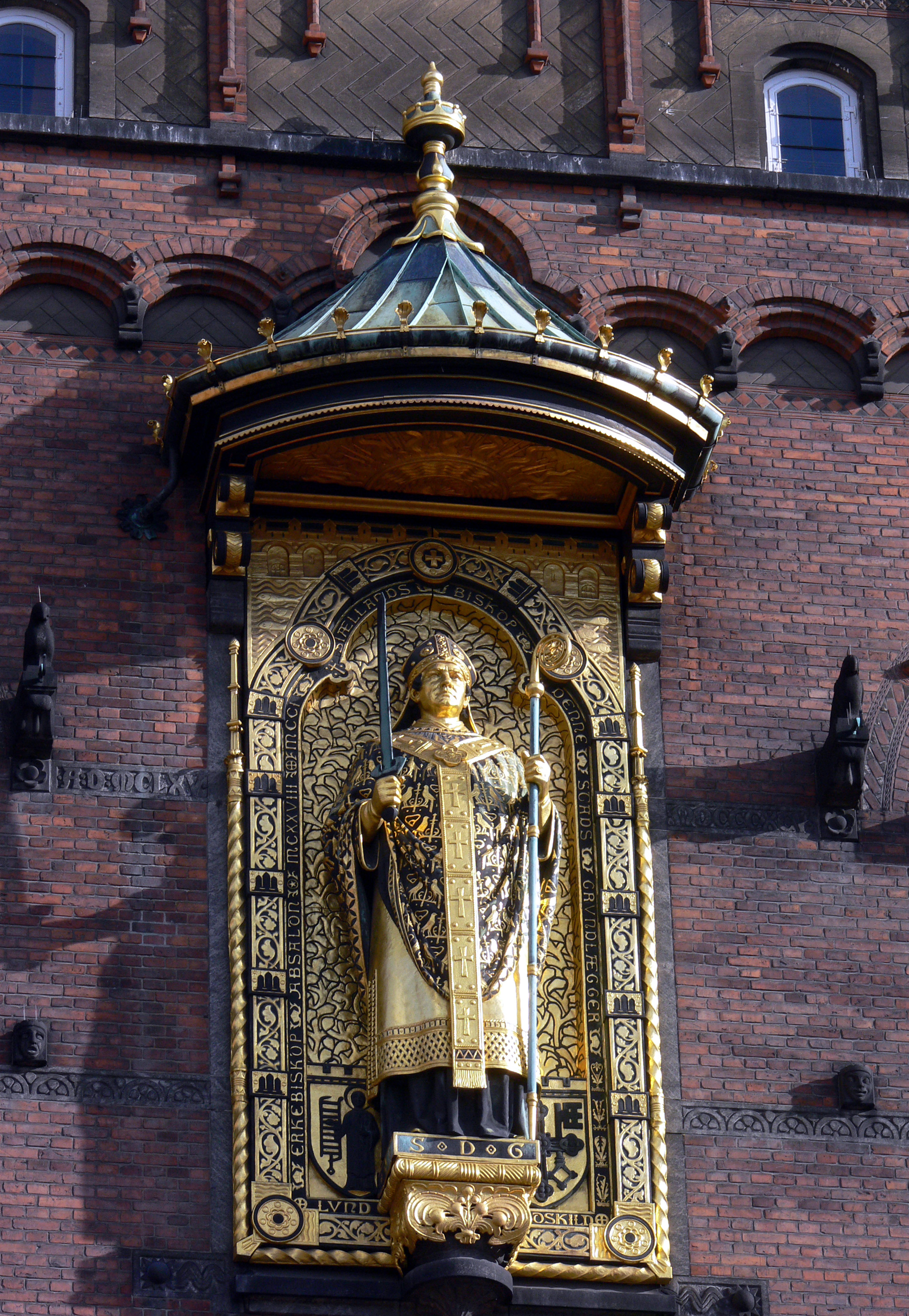

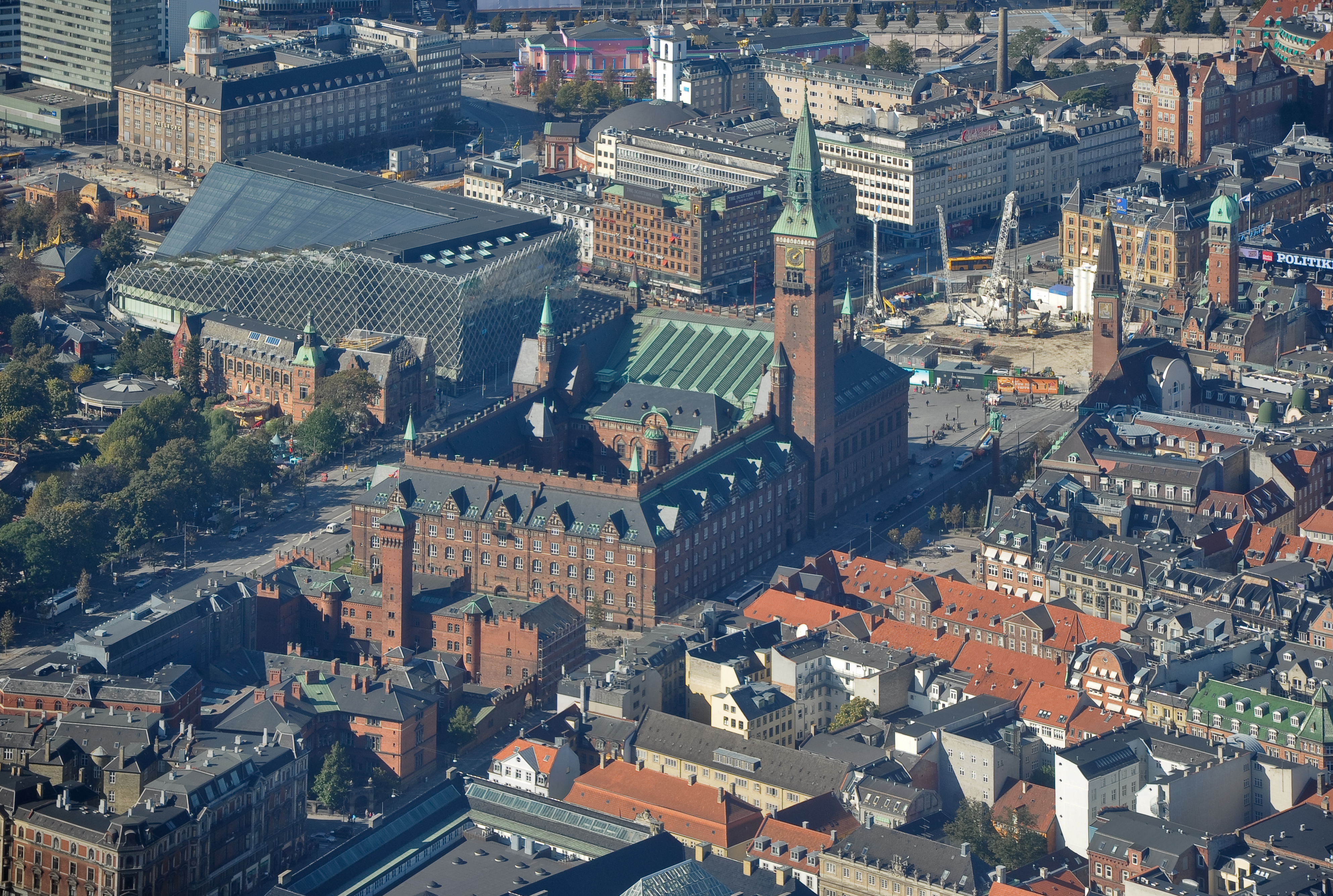